# Dommel
El Dommel és un riu de Bèlgica i dels Països Baixos de la conca del Mosa. Neix al llogaret de Wauberg al municipi de Peer a una altitud de 77 metres. Travessa la frontera al nord de Neerpelt. En confluir a una altitud 47 metres amb l'Aa a 's-Hertogenbosch esdevé el Dieze. Té una llargada de 138 quilòmetres, dels quals 33 a Bèlgica i 105 als Països Baixos. És administrat per la watering «De Dommelvallei» a Bèlgica i al tram neerlandès, pel «Waterschap De Dommel».
Per la indústria química a ambdós costats de la frontera, al segle passat el riu va patir una important pol·lució de zinc i cadmi. Al segle xx el riu va ser rectificat i canalitzat, el que va accelerar el desguàs i agreujar els problemes d'aigua alta i aleshores reduir els hàbitats i la biodiversitat. A poc a poc s'executa un projecte de renaturalització. Un primer gran projecte de set quilòmetres va ser realitzat el 2013 a la travessa del municipi de Boxtel. A Eindhoven es van obrir catorze meandres. A Pelt a Bèlgica, on forma la frontera entre els antics municipis de Neerpelt i Overpelt hi ha un projecte per reobrir una part del riu que va ser entubada al segle xx, quan era més aviat una claveguera oberta.